# Петя Арнаудова
Петя Арнаудова е български лекар, учен, хабилитиран преподавател и автор на специализирана литература по медицина. Арнаудова има три специалности – вътрешни болести, ревматология, фармакология. Тя е български и американски гражданин и живее в Чикаго, САЩ както и в София, България.

## Биография
Петя Арнаудова има над 30 години клинична, научна и преподавателска практика главно в Медицински университет - София. Била е зам.-министър на здравеопазването (1994-5), заемала е и различни ръководни длъжности в частни медицински и фармацевтични компании в България и САЩ.

## Научна дейност
Петя Арнаудова е позната като автор на много медицински трудове, които са публикувани в периода 1984-2013, предимно от издателство „Медицина и физкултура“.